# Chamaemelum nobile
La camomilla romana (Chamaemelum nobile (L.) All.) è una pianta erbacea perenne della famiglia delle Asteraceae.

## Distribuzione e habitat
Pianta originaria dell'Europa occidentale, si è diffusa in Europa settentrionale e centrale come specie coltivata, ma in condizioni favorevoli si è rinselvatichita. Vive in terreni aridi e non coltivati.

## Usi
La camomilla viene considerata uno degli oli essenziali più dolci e quindi particolarmente adatta ai bambini. L'olio essenziale si ottiene grazie alla distillazione delle sommità floreali.
Viene usata, soprattutto nell'aromaterapia come sedativo, antispasmodico, antinfiammatorio, antisettico e antimicrobico.
La camomilla attenua gli spasmi e i dolori, agevola la digestione ed è tonificante sul fegato.
Viene utilizzata per la cura dell'insonnia, degli stati ansiosi e dello stress, per i mal di denti e i mal di testa, per i dolori muscolari e le nevralgie.
nota anche per le sue capacità calmanti.
Proprietà e utilizzi dell'olio essenziale
L'olio essenziale di camomilla romana è caratterizzato da un profumo caldo, erbaceo e leggermente floreale, placando, decongestionando e sciogliendo le tensioni. Di fatto è uno dei migliori oli essenziali per lavorare sulle problematiche psicosomatiche. Facilita la "digestione" di ansia e stress, incentivando e migliorando le funzionalità del fegato, allenta i blocchi a livello diaframmatico, favorendo il loro rilassamento e l'espulsione di aria trattenuta e compressa a causa di ansie e nervosismo. 
L'olio essenziale di camomilla, come anticipato, è un eccezionale rimedio per l'insonnia, coadiuva il sonno e grazie alla sua sottile energia favorisce il dialogo con i sogni, rendendo più semplice il dialogo tra il proprio io e la sua guida interiore.
Per quanto riguarda l'organismo, l'olio essenziale di camomilla lavora su tutte le problematiche dell'apparato digerente. Il bisabololo ha dimostrato un'attività battericida ed antiulcera in grado di prevenire i danni da stress ed alcol. Grazie alle sue proprietà distensive e rilassanti è indicato per massaggi decontratturanti. Indicato per problemi circolatori, teleangectasie, e di intossicazione di tessuti dovuti ad un'eccessiva tensione muscolare.
Sommata al macerato di calendula è un ottimo preparato per la cura della pelle del bambino.
L'olio essenziale di camomilla romana può essere utilizzato anche in cosmesi, per la cura del viso. Di fatto è indicato come rimedio per tutte le manifestazioni cutanee di natura infiammatoria, grazie alla presenza di ESTERI 75-80% (Angelato di Metacrile,di Butile e di Isobutile]<]da questo punto di vista è diversa e forse complementare alla Matricaria Camomilla o Camomilla tedesca, ricca di azuleni.
L'olio essenziale si può usare tranquillamente anche su persone notoriamente sensibili alla pianta, perché l'allergene non è contenuto nel'estratto.  Indicato per eczemi, dermatiti, psoriasi e micosi, allevia le scottature solari. Olio essenziale adatto a tutti di tipi di pelle: secche ed arrossate, couperose, acne ed anche antirughe, perché è un ottimo rigeneratore tissutale.
Infine l'olio essenziale di camomilla può essere utilizzato anche come trattamento per la cura della cute e del capello, soprattutto se sensibili e irritati.